# Benne (Musiker)
Benne (Eigenschreibweise BENNE, eigentlich Benedikt Ruchay; * 30. Dezember 1989 in Heilbronn) ist ein deutscher Musiker.

## Leben
Benedikt Ruchay wurde am 30. Dezember 1989 in Heilbronn geboren und wuchs in Oedheim auf. Im Alter von sechs Jahren begann er das Gitarrespielen. Die ersten eigenen Songs folgten mit etwa 15 Jahren. Er ging auf das Friedrich-von-Alberti-Gymnasium Bad Friedrichshall, wo er auch sein Abitur absolvierte. Nach dem Abitur verbrachte er rund neun Monate in Südamerika, wovon er sechs in einem Waisenhaus in Buenos Aires arbeitete. Nach seiner Rückkehr begann er ein Studium an der Popakademie Baden-Württemberg. Dort wurde der Berliner Produzent Sebastian Kirchner auf ihn aufmerksam und die beiden begannen gemeinsam an Bennes erstem Album Nie mehr wie immer zu arbeiten. Im April 2014 wurde Benne eingeladen, Adel Tawil auf dessen Tour durch Deutschland, Österreich und die Schweiz zu begleiten. Im Januar 2015 war der Song Nie mehr wie immer Titelsong zum gleichnamigen ARD-Spielfilm mit Franziska Walser und Edgar Selge. Im Februar 2015 erschien die erste Single Nirgendwohin. Das Album Nie mehr wie immer folgte am 26. März 2015 bei Ferryhouse. Mit diesem Album ging er zweimal auf eigene Tour und spielte im Sommer 2015 Konzerte u. a. mit Revolverheld und Ryan Adams. Parallel hierzu begann er mit den Aufnahmen zu seinem zweiten Album, welches im Sommer 2016 erscheinen soll. Die erste Single hieraus – Freiheit – erschien am 26. Februar 2016. Sein zweites Album Alles auf dem Weg erschien am 5. August 2016. Im Juni 2018 veröffentlichte er mit „Licht in uns“ die erste Single aus seinem dritten Album Im Großen und Ganzen, das Anfang August veröffentlicht wurde.

## Diskografie

### Alben
| Jahr | Titel Musiklabel                | Höchstplatzierung, Gesamtwochen, AuszeichnungChartsChartplatzierungen (Jahr, Titel, Musiklabel, Platzierungen, Wochen, Auszeichnungen, Anmerkungen) | Anmerkungen                          |
| Jahr | Titel Musiklabel                | DE | Anmerkungen                          |
| ---- | ------------------------------- | --- | ------------------------------------ |
| 2015 | Nie mehr wie immer Ferryhouse   | — | Erstveröffentlichung: 27. März 2015  |
| 2016 | Alles auf dem Weg Ferryhouse    | DE86 (1 Wo.)DE | Erstveröffentlichung: 5. August 2016 |
| 2018 | Im Großen und Ganzen Ferryhouse | DE41 (1 Wo.)DE | Erstveröffentlichung: 3. August 2018 |
| 2024 | Zuhause Ferryhouse              | — | Erstveröffentlichung: 15. März 2024  |

### Singles
- 2015: Nirgendwohin
- 2015: Schmetterling
- 2016: Freiheit
- 2017: Repeat (mit Gestört aber geil)
- 2018: Licht in uns
- 2018: Zu früh, zu spät
- 2019: Für immer bleibt[11]
- 2020: Nur ein Wort
- 2020: Hollywood
- 2021: Nordlichter
- 2022: Lichtjahr
- 2022: Alles erlaubt
- 2023: Reise
- 2023: Jemand anders
- 2023: In The Air Tonight
- 2024: Ich schreibt dir (mit Revelle)
- 2024: 600km